# Мароджа
Мароджа (итал. Maroggia) — населённый пункт в Швейцарии, входит в состав коммуны Валь-Мара округа Лугано в кантоне Тичино.
Население составляет 741 человек (на 31 декабря 2021).
Ранее была самостоятельной коммуной. 10 апреля 2022 года объединена с коммунами Мелано и Ровио в новую коммуну Валь-Мара.

## География
Мароджа расположена на восточном берегу озера Лугано.
По состоянию на 1997 год площадь Мароджи составляла 1 квадратный километр. 20,0 % этой территории использовалось в сельскохозяйственных целях, а её 58,0 % составляли леса, преимущественно густые.

## История
Первое упоминание Мароджи относится к 962—966 годам.
Территория Мароджи была заселена с железного века. В 1906 году там была обнаружена северная этрусская надпись, а в 1926 году — стела римской эпохи. Лангобардский король Лиутпранд отдал деревню церкви Святого Карпофоро в Комо в 724 году. Позднее она перешла к бенедиктинскому аббатству Святого Амвросия в Милане. В 1798 году Мароджа вошла в состав Республики Рива-Сан-Витале, просуществовавшей всего две недели (с 23 февраля по 16 марта 1798 года).
Деревня относилась к приходской церкви Рива-Сан-Витале до 1644 года, когда она стала независимым приходом. Приходская церковь Святого Петра впервые упоминается в 1579 году, но была построена ещё в раннем Средневековье. Новое здание храма было построено в 1640 году и реконструировано в 1982—1983 году. На фундаменте здания XVI века в 1731—1766 годах была воздвигнута паломническая церковь Мадонна-делла-Cинтура.
Исторически сложилось так, что местные жители зарабатывали на жизнь рыбной ловлей и изготовлением древесного угля. Действующая мельница, которая была полностью автоматизирована в 2000 году, датируется XIX веком (сгорела 23 ноября 2020 года). В своё время в Мародже действовала бумажная фабрика и завод по переработке пищевых продуктов. В 1878 году Ромео Манцони открыл школу-интернат для девочек, которая была названа в его честь. Школа была продана в 1905 году Посвятившим себя святому Франциску Сальскому, которые основали в её здании колледж Дон Боско. По состоянию на 2000 год около 2/3 работающего населения Мароджи трудились за пределами общины. В 2005 году более половины рабочих мест в муниципалитете приходилось на промышленный сектор экономики.